# Праздники Йемена
Для Йемена не характерно большое количество праздников.
Официальный выходной день — пятница. Большинство учреждений в этот день закрыто. В будние дни большинство учреждений и предприятий открывается с 8 или 9 утра и работает до 12 или 13 часов. Магазины и рестораны открываются утром и после дневного перерыва, ближе к вечеру. Выходными являются и мусульманские праздники, каждый год приходящиеся на разные даты из-за несовпадения мусульманского лунного календаря с григорианским.
Кроме праздников религиозного характера выходными днями является ряд светских праздников.
Ниже приводятся национальные праздники в Йемене
| Дата                                                                                   | Название                        | Местное название                                   | Примечания                                                  |
| Праздники с постоянной датой                                                           | Праздники с постоянной датой    | Праздники с постоянной датой                       | Праздники с постоянной датой                                |
| -------------------------------------------------------------------------------------- | ------------------------------- | -------------------------------------------------- | ----------------------------------------------------------- |
| 1 января                                                                               | Новый год                       |                                                    |                                                             |
| 1 мая                                                                                  | День рабочих                    | عيد العمال ‘Īd al-‘Ummāl                           |                                                             |
| 22 мая                                                                                 | День национального единства     | اليوم الوطني للجمهورية اليمنية                     | Юбилей объединения Северного Йемена и Южного Йемена         |
| 26 сентября                                                                            | День революции Северного Йемена | ثورة 26 سبتمبر المجيدة                             | Революция, в результате которой был свергнут режим имамата. |
| 14 октября                                                                             | День революции Южного Йемена    |                                                    |                                                             |
| 30 ноября                                                                              | День независимости              | عيد الجلاء                                         |                                                             |
| Праздники, которые меняют дату каждый год в соответствии с лунным исламским календарем |                                 |                                                    |                                                             |
| 1-3 Шавваль                                                                            | Ид-аль-Фитр                     | عيد الفطر ‘Īd al-Fiṭr                              | ثلاثة ايام اجازة                                            |
| 10-13 Зу-ль-хиджа                                                                      | Ид-аль-Адха                     | عيد الأضحى ‘Īd al-’Aḍḥà                            | اربعة ايام اجازة                                            |
| 1 Мухаррам                                                                             | Рас-ас-Сана                     | عيد راس السنة الهجرية ‘Īd Ra’s as-Sanät al-Hījrīyä |                                                             |
| 12 Раби аль-авваль                                                                     | Мавлид                          | المولد النبوي al-Maulid an-Nabawī                  | День рождения пророка Мухаммеда                             |